# 22871 Ellenoei
22871 Ellenoei este un asteroid din centura principală de asteroizi.

## Descriere
22871 Ellenoei este un asteroid din centura principală de asteroizi. A fost descoperit pe 7 septembrie 1999 la Socorro, New Mexico, în cadrul proiectului LINEAR. Asteroidul prezintă o orbită caracterizată de o semiaxă mare de 2,30 ua, o excentricitate de 0,19 și o înclinație de 7,0° în raport cu ecliptica.